# Гёрсдорф
Гёрсдорф (фр. Goersdorf) — коммуна на северо-востоке Франции в регионе Гранд-Эст (бывший Эльзас — Шампань — Арденны — Лотарингия), департамент Нижний Рейн, округ Агно-Висамбур, кантон Рейшсоффен.
Площадь коммуны — 13,14 км², население — 1098 человек (2006) с тенденцией к росту: 1110 человек (2013), плотность населения — 84,5 чел/км².

## Население
Население коммуны в 2011 году составляло 1132 человека, в 2012 году — 1121 человек, а в 2013-м — 1110 человек.
| 1962 | 1968 | 1975 | 1982 | 1990 | 1999 | 2006 | 2008 | 2011 | 2012 | 2013 |
| ---- | ---- | ---- | ---- | ---- | ---- | ---- | ---- | ---- | ---- | ---- |
| 750  | 713  | 937  | 969  | 942  | 984  | 1098 | 1117 | 1132 | 1121 | 1110 |

Динамика населения:

## Экономика
В 2010 году из 708 человек трудоспособного возраста (от 15 до 64 лет) 541 были экономически активными, 167 — неактивными (показатель активности 76,4 %, в 1999 году — 72,3 %). Из 541 активных трудоспособных жителей работали 505 человек (282 мужчины и 223 женщины), 36 числились безработными (16 мужчин и 20 женщин). Среди 167 трудоспособных неактивных граждан 51 были учениками либо студентами, 70 — пенсионерами, а ещё 46 — были неактивны в силу других причин.